# ویاچسلاف آتاوین
ویاچسلاف آتاوین (روسی: Вячеслав Владимирович Атавин؛ زادهٔ ۴ فوریهٔ ۱۹۶۷) بازیکن هندبال اهل شوروی بود.